# Richard Löscher

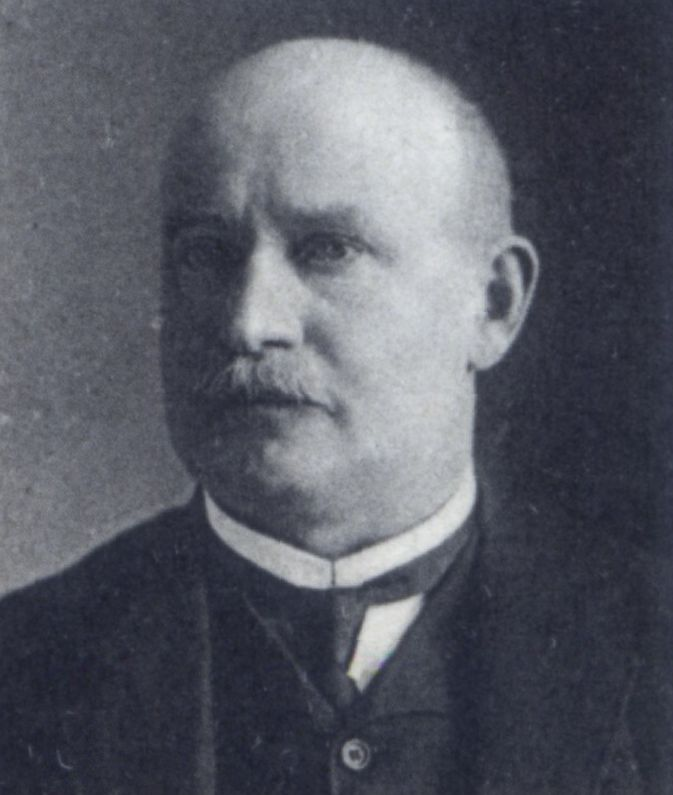
Richard Löscher als Reichstagsabgeordneter 1912

Richard Albert Löscher (* 11. März 1860 in Schotterey; † nach 1918) war Gutsbesitzer und Mitglied des Deutschen Reichstags.

## Leben
Löscher besuchte die Bürgerschule der Franckeschen Stiftungen in Halle und die Landwirtschaftliche Winterschule Merseburg. Ab 1888 war er Besitzer des Gutes Neuhof bei Pritzwalk, vorher war er als landwirtschaftlicher Beamter und in der väterlichen Wirtschaft tätig.  
Von 1903 bis 1908 war er Mitglied des Preußischen Abgeordnetenhauses und von 1907 bis 1918 war er Mitglied des Deutschen Reichstags für den Wahlkreis Regierungsbezirk Potsdam 2 (Ostprignitz) und die Deutsche Reichspartei.